# Diet Gerritsen
Diet Gerritsen (Aalten, 1960) is een Nederlandse actrice, zangeres en dirigent

## Rol in regiosoap
Gerritsen is vooral bekend van haar rol in de Twentse regiosoap Van Jonge Leu en Oale Groond. Ze speelt Fenna Wildspieker, dochter van Hendrik en Minie Wildspieker en zus van Alwie en Monique (Monkie) Wildspieker.

## Sopraan
Diet Gerritsen is in de eerste plaats een klassiek afgestudeerde sopraan. Ze is werkzaam als solist, dirigent, actrice en presentatrice. Als solist is ze te horen in opera, operette, oratoria, cantates en liederenprogramma’s. Ze is dirigent van het Enschedese koor Intervocaal, een multicultureel koor waar door middel van koorzang een uitwisseling tussen verschillende culturen plaatsvindt.

## Willem Wilmink
In Twente is ze onder meer bekend als vertolkster van teksten van Willem Wilmink. Ze heeft veel vertaald werk van hem gezongen en ze speelde de titelrol van de musical De Pathmosprinses.

## Televisie (selectie)
- Goedenavond dames en heren (2015) - Zwaan
- Het geheime dagboek van Hendrik Groen (2017) - maatschappelijk werkster
- Voetbalmaffia (2017) - Petra